# Sagan Lewis
Sagan Lewis (* 1953 als Susan J. Lewis in Omaha, Nebraska; † 7. August 2016 in New York City, New York) war eine US-amerikanische Schauspielerin.

## Leben
Lewis wuchs in Council Bluffs, Iowa auf und machte ihren Schauspiel-Masterabschluss an der University of California in San Diego. Während eines Vorsprechens beim Williamstown Theatre Festival in Massachusetts 1978 lernte sie den Drehbuchautor Tom Fontana kennen. Zunächst lebten die beiden zusammen in einem Apartment in New York City, 1980 zogen sie nach Los Angeles, wo Fontana von Filmregisseur und Filmproduzent Bruce Paltrow als Autor für die Serie Chefarzt Dr. Westphall engagiert wurde. Am 18. Dezember 1982 heirateten Lewis und Fontana im Haus Paltrows und dessen Frau Blythe Danner.
Paltrow besetzte Lewis 1982 in Chefarzt Dr. Westphall als Dr. Jacqueline Wade, eine Rolle, die sie über alle sieben Produktionsjahre in insgesamt 86 Episoden spielte. Im gleichen Jahr hatte sie ihr Spielfilmdebüt an der Seite von Tim Matheson und Kate Capshaw in Paltrows Filmkomödie Der verführte Mann. Im darauf folgenden Jahr war sie in der finalen Episode der Serie M*A*S*H als Krankenschwester Armstrong, sowie dem Fernsehfilm Cocain neben Dennis Weaver und Karen Grassle zu sehen.
1992 wurde die Ehe geschieden, im gleichen Jahr wurde der Sohn Jade Scott Lewis geboren. Lewis zog nach Sedona, Arizona, wo sie als Schauspiellehrerin und als Programmdirektorin beim Sedona International Film Festival tätig war. Nach dem Ende von Chefarzt Dr. Westphall stellte Lewis zwischen 1995 und 1999 in fünf Folgen der von ihrem Ex-Mann produzierten Serie Homicide die wiederkehrende Rolle der Richterin Susan Aandahl dar. Während einer gemeinsamen Weihnachtsfeier 2014 machte Fontana einen zweiten Heiratsantrag und das Paar heiratete im Juli 2015 erneut.
Lewis war seit 2010 an Krebs erkrankt und erlag im Alter von 63 Jahren den Folgen ihrer Krankheit.

## Filmografie (Auswahl)
- 1982–1988: Chefarzt Dr. Westphall (St. Elsewhere, Fernsehserie)
- 1982: Der verführte Mann (A Little Sex)
- 1983: Cocain (Cocaine: One Man's Seduction, Fernsehfilm)
- 1983: M*A*S*H (Fernsehserie)
- 1985: Ich war seine Frau – und wurde sein Opfer (Deadly Intentions, Fernsehfilm)
- 1988: Das Model und der Schnüffler (Moonlighting, Fernsehserie)
- 1995–1999: Homicide (Homicide: Life on the Street, Fernsehserie)
- 2002: Full Ride
- 2009: The Philanthropist (Fernsehserie)